# Fibra alimentaria
La fibra alimentaria se puede definir como la parte comestible de las plantas que resiste la digestión y absorción en el intestino delgado humano y que experimenta una fermentación parcial o total en el intestino grueso. Esta parte vegetal está formada por un conjunto de compuestos químicos de naturaleza heterogénea (polisacáridos, oligosacáridos, lignina y sustancias análogas). Desde el punto de vista nutricional, y en sentido estricto, la fibra alimentaria no es un nutriente, ya que no participa directamente en procesos metabólicos básicos del organismo. No obstante, la fibra alimentaria desempeña funciones fisiológicas sumamente importantes como estimular la peristalsis intestinal. La razón por la que el organismo humano no puede procesarla se debe a que el aparato digestivo no dispone de las enzimas que pueden hidrolizarla. Esto no significa que la fibra alimentaria pase intacta a través del aparato digestivo: aunque el intestino no dispone de enzimas para digerirla, las enzimas de la microbiota intestinal fermentan parcialmente la fibra y la descomponen en diversos compuestos químicos: gases (hidrógeno, dióxido de carbono y metano) y ácidos grasos de cadena corta (acetato, propionato y butirato). Estos últimos pueden ejercer una función importante en el organismo de los seres vivos. La fibra dietética se encuentra únicamente en alimentos de origen vegetal poco procesados tecnológicamente, como los cereales, frutas, verduras y legumbres.

## Características y funciones
La fibra alimentaria cumple la función de ser la parte estructural de las plantas y, por lo tanto, se encuentra en todos los alimentos derivados de los productos vegetales como pueden ser las verduras, las frutas, los cereales y las legumbres. La mayoría de las fibras son consideradas químicamente como polisacáridos, pero no todos los polisacáridos son fibras (el almidón por ejemplo no es una fibra vegetal). Las fibras se describen como polisacáridos no almidonados (polisacáridos no amiláceos). Algunos constituyentes de las fibras son la celulosa, las hemicelulosas, las pectinas, las gomas y los mucílagos. Las fibras pueden incluir también algunos compuestos no polisacáridos como puede ser la lignina (son polímeros de varias docenas de moléculas de fenol un alcohol orgánico con fuertes lazos internos que los hacen impermeables a las enzimas digestivas), la cutina y los taninos. A medida que se ha ido investigando la fibra se han incorporado otros componentes químicos a la lista.
Los términos que a veces se mencionan de fibra cruda, fibra detergente-neutra, fibra dietética se refieren a la fibra en general y reflejan tan solo diferentes metodologías empleadas para estimar el contenido de fibra en los alimentos, ya que no se pueden identificar con estos métodos los diferentes tipos de fibra. Por ejemplo, la estructura química de la celulosa y las de otras fibras de polisacáridos son similares.

### Componentes de la fibra alimentaria

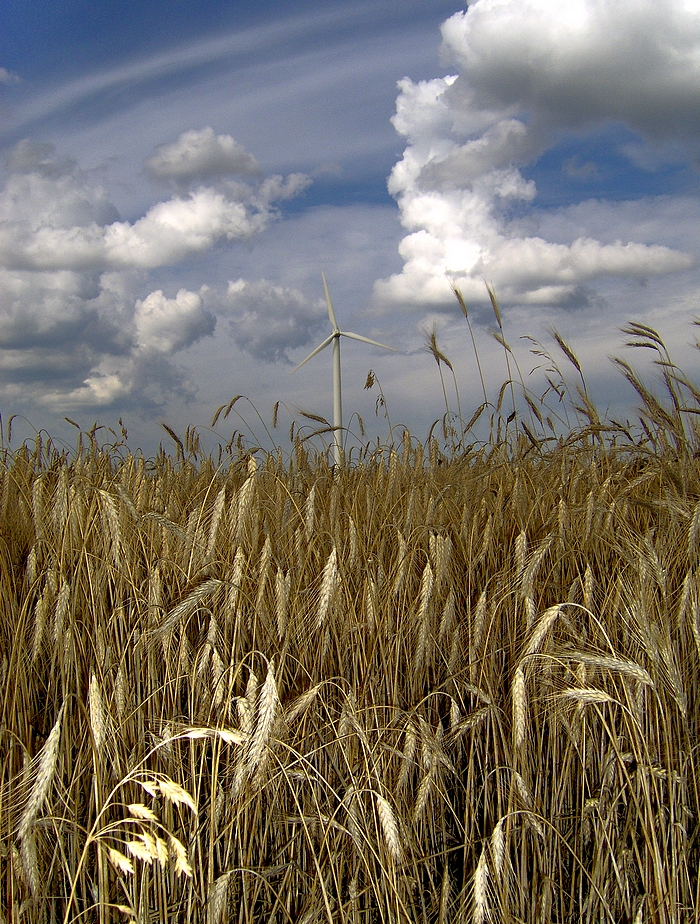
Figura 2. Los cereales no refinados son una fuente primordial de fibra.

La fibra vegetal es a veces denominado como un conjunto heterogéneo de moléculas complejas, los beneficios son varios y por esta razón conviene la ingesta de diversas fuentes antes que la de una sola. Las fibras suelen contener compuestos tales como:
- Celulosa: parte insoluble de la fibra dietética, abundante en harina entera de los cereales (figura 2), salvado y verduras como alcachofas, espinacas y judías verdes. La celulosa forma parte de las paredes celulares vegetales.
- Hemicelulosa: mezcla de glucosa, galactosa, xilosa, arabinosa, manosa, y ácidos urónicos, formando parte de la fibra insoluble que se encuentra en salvado y granos enteros de diferentes cereales.
- Sustancias pécticas: son polímeros del ácido metil D-galacturónico. Se encuentran sobre todo en la piel de ciertas frutas como la manzana o en la pulpa de otros vegetales como los cítricos, la fresa, el membrillo y la zanahoria. Puesto que retienen agua con facilidad, formando geles muy viscosos, se emplean para conferir unas características de textura determinadas. Además, los microorganismos intestinales las fermentan y con ello aumenta el volumen fecal. Su principal uso alimentario es el de espesante en la fabricación de mermeladas y productos de confitería. Para ello es suficiente que se encuentren en concentraciones del 1 % en el producto.
- Almidón resistente: en tubérculos como la patata y semillas, también en frutos, rizomas y médula de muchas plantas. Este almidón, que no se hidroliza en todo el proceso de la digestión, constituye el 20 % del almidón ingerido en la dieta. Dicha proporción se reduce cuando los alimentos se someten a tratamiento térmico.[2][4][5]
- Inulina: es un carbohidrato de reserva que se encuentra en la achicoria, cebolla, ajo, cardo y alcachofa. Es soluble en agua y no es digerible por las enzimas digestivas, sino por las de los microorganismos pobladores del intestino.
- Compuestos no carbohidratados: como la lignina que posee gran cantidad de ácidos y alcoholes fenilpropílicos formando la fibra insoluble con gran capacidad de unirse y arrastrar otras sustancias por el tubo digestivo, forma la estructura de la parte más dura o leñosa de los vegetales, como acelga, lechuga, el tegumento de los cereales, entre otros.
- Gomas: formadas por ácido urónico, xilosa, arabinosa o manosa, como la goma guar, arábiga, karaya y tragacanto. Son fibra soluble.
- Mucílagos: son polisacáridos muy ramificados de pentosas (arabinosa y xilosa) que secretan las plantas frente a las lesiones. La composición depende del grado de maduración de la planta. Cuanto mayor es su maduración, mayor es la cantidad de celulosa y lignina y menor la de mucílagos y gomas. Forman parte de la semilla de la planta Plantago ovata, de ciertas algas y de las semillas de acacia y tomate. Forman parte de las fibras solubles y algunos tienen función laxante.
- Otras sustancias: cutina, taninos, suberina, ácido fítico, proteínas, iones como calcio, potasio y magnesio.

### Tipos de fibra alimentaria
La fibra alimentaria, tradicionalmente considerada como un carbohidrato complejo, se ha dividido en dos grupos principales según sus características químicas y sus efectos en el organismo humano. Esta clasificación es arbitraria y tan solo se basa en la separación química manteniendo unas condiciones controladas de pH y de enzimas que intentan simular las condiciones fisiológicas. Se obtienen así dos fracciones: fibra insoluble y fibra soluble.
- La fibra insoluble: está integrada por sustancias (celulosa, hemicelulosa, lignina y almidón resistente) que retienen poca agua y se hinchan poco. Este tipo de fibra predomina en alimentos como el salvado de trigo, granos enteros, algunas verduras y en general en todos los cereales. Los componentes de este tipo de fibra son poco fermentables y resisten la acción de los microorganismos del intestino. Su principal efecto en el organismo es el de limpiar, como un cepillo natural, las paredes del intestino desprendiendo los desechos adheridos a ésta; además de aumentar el volumen de las heces y disminuir su consistencia y su tiempo de tránsito a través del tubo digestivo. Como consecuencia, este tipo de fibra, al ingerirse diariamente, facilita las deposiciones y previene el estreñimiento.
- La fibra soluble: está formada por componentes (inulina, pectinas, gomas y fructooligosacáridos) que captan mucha agua y son capaces de formar geles viscosos. Es muy fermentable por los microorganismos intestinales, por lo que produce gran cantidad de gas en el intestino. Al ser muy fermentable favorece la creación de flora bacteriana que compone 1/3 del volumen fecal, por lo que este tipo de fibra también aumenta el volumen de las heces y disminuye su consistencia. Este tipo de fibra predomina en las legumbres, en los cereales (avena y cebada) y en algunas frutas. La fibra soluble, además de captar agua, es capaz de disminuir y ralentizar la absorción de grasas y azúcares de los alimentos (índice glucémico), lo que contribuye a regular los niveles de colesterol y de glucosa en sangre.[8]

-
De forma general, la fibra consumida debe tener una proporción de 3:1 entre insoluble y soluble. Siempre debe aconsejarse que las fuentes de fibra sean variadas, su ingestión sea a lo largo del día y que se realice una ingestión hídrica adecuada.
Recomendaciones de diversas agencias alimentarias mencionan que los adultos deben consumir porciones aproximadas de 30-35 gramos de fibra dietética por día. Ahora bien, los habitantes de algunos países occidentales tienen un consumo medio que es inferior a los 12-18 g/día (considerando una dieta referencia de 2000 kcal).,,. Se aconseja la ingestión de varios tipos de alimentos ricos de fibra, en lugar de uno solo.

## Características nutricionales
- La fibra alimentaria es resistente a la digestión: inatacable por los fermentos y enzimas digestivas humanas, por lo que no pueden degradarla, al contrario que el aparato digestivo de los rumiantes y roedores, que posee celulasas producidas por bacterias comensales.
- La fibra tiene gran capacidad de absorción y retención de agua, al ser una sustancia osmóticamente activa. Todas las fibras lo hacen en mayor o menor medida. Influyen muchas variables como el tamaño de las partículas, pH,[12] electrolitos del medio.[13] En el caso del tamaño de partícula se ha comprobado que cuanto mayor sea este, más capacidad de absorción de agua tiene, característica muy importante al tener en cuenta el refinado de algunos alimentos como la harina.
- Fijación de sustancias orgánicas e inorgánicas: la sustancias que secuestra la fibra pueden ser simplemente atrapadas entre las redes que generan de forma natural las fibras o ligadas mediante enlaces de muy diversos tipos, lo que hace que la posibilidad de escape de estas sustancias sea mínima. Entre ellas encontramos:

1. Proteínas, glúcidos y grasas que retrasan su absorción en presencia de fibras.
2. Sales biliares: La fibra aumenta su eliminación por las heces, con efecto protector cancerígeno (aunque no demostrado científicamente todavía), bajan el colesterol biliar y la litogenicidad de la bilis y también disminuye la absorción de las grasas al ser estas bilis transportadoras y emulsionantes de las grasas ingeridas. Se sabe también que la fibra del pan y cereales integrales, como el centeno, acelera el tránsito intestinal y arrastra las sustancias cancerígenas que puede haber en el conducto digestivo previniendo el cáncer de estómago y de colon. Al impedir que sean absorbidas las sustancias cancerígenas protege contra el cáncer de páncreas y de mama en mayor medida.
3. Minerales como calcio (Ca), zinc (Zn), magnesio (Mg), fósforo (P), hierro (Fe) y vitaminas. Al unirse a la fibra dietética también puede disminuirse su absorción, aunque se necesitarían grandes cantidades de fibra o pacientes que ya presentasen algún tipo de déficit para que este efecto tuviese repercusión clínica.

- Fermentación en el intestino grueso por las bacterias del colon. La fibra llega al colon inalterada y allí es atacada por las enzimas bacterianas. En esta reacción se producen ácidos grasos de cadena corta que descienden los niveles de pH de 7 a 6 y sube la temperatura hasta 0,7 °C. La fermentación depende de la velocidad del tránsito intestinal y de si es alimento completo o fibra aislada entre otras cosas. Desde el punto de vista de fermentación en intestino grueso las fibras pueden ser:

1. Poco fermentables: fibras ricas en celulosa y lignina que son bastante resistentes a la degradación bacteriana del colon y son expulsadas por las heces intactas como el salvado de trigo. Son las que anteriormente hemos denominado fibras insolubles.
2. Muy fermentables: fibras ricas en hemicelulosas, arabinoxilanos, ácido glucurónico y pectinas que son fermentadas y degradadas por la flora del colon. Se corresponden con las que anteriormente hemos denominado fibras solubles.

- Fibra y ácidos grasos de cadena corta Los ácidos grasos de cadena corta son usados por la mucosa intestinal o absorbidos a través de la pared colónica hacia la circulación portal (evitando la circulación enterohepática) y de allí son transportados hacia la circulación general. Particularmente el ácido graso butírico (cadena corta) tiene extensas acciones fisiológicas, con efectos favorables sobre la salud, entre los cuales tenemos:

1. Estabiliza los niveles de glucosa (azúcar) en sangre, actuando sobre la liberación pancreática de insulina y control hepático de la glucogenólisis.
2. Suprime la síntesis de colesterol hepático y reduce los niveles de LDL colesterol y triglicéridos, responsables de enfermedades cardiovasculares (como la ateroesclerosis)
3. Disminuye el pH colónico, lo cual evita la formación de pólipos colónicos e incrementa la absorción de minerales.
4. Incrementa la proliferación de la flora bacteriana colónica (bífidobacterias y lactobacillus), lo cual estimula la salud intestinal.

## Beneficios de su ingesta
Aunque actualmente esté muy cuestionado por diversos investigadores, la inclusión en la dieta de alimentos ricos en fibra alimentaria puede prevenir o aliviar diferentes enfermedades tales como:
- Estreñimiento: el efecto más conocido de la fibra es su capacidad de facilitar la defecación.[14] La fibra aumenta el volumen de las heces al crear residuo sólido y absorber agua lo que produce unas heces más voluminosas y menos consistentes. Además, disminuye el tiempo de tránsito intestinal, es decir, acelera el proceso de evacuación, aumentando su frecuencia. Por lo tanto, un contenido adecuado de fibra en la alimentación es fundamental para prevenir y aliviar el estreñimiento.[15],[16]
- Diverticulosis o enfermedad diverticular: enfermedad caracterizada por la aparición de pequeñas bolsas en las paredes del colon en forma de dedo de guante llamadas divertículos. La diverticulosis aumenta con la edad, ya que en las personas mayores la pared intestinal es más débil y la presión que se ejerce dentro del colon facilita la creación de los divertículos. La excesiva presión que tiene que ejercer la capa muscular de la pared del colon al intentar expulsar las heces con poco volumen aumenta la presión dentro del colon y puede contribuir al desarrollo de la enfermedad diverticular. Hoy se acepta que la diverticulosis se debe a un mayor depósito de elastina en las paredes del colon[17] y a una pérdida de la inervación vagal.[18] Aunque se ha postulado que la diverticulosis está asociada a la dieta pobre en fibra alimentaria, no hay pruebas científicas que avalen su prevención mediante el consumo de alimentos ricos en fibra alimentaria.
- Obesidad: la obesidad es una enfermedad que está asociada con la hipertensión arterial, cardiopatía isquémica, diabetes mellitus y muchos tipos de cáncer. Por lo tanto, mantener un peso corporal adecuado es una medida muy saludable.[19],[20] Las dietas ricas en fibra pueden ayudar a controlar la obesidad por varias razones: primero, las dietas ricas en fibra poseen menos calorías en el mismo volumen del alimento; segundo, este tipo de dietas facilitan la ingestión de menor cantidad de alimentos debido a que prolongan el tiempo de masticación y por su volumen, ayudan a producir más rápidamente la sensación de saciedad,[21] y por último, las dietas ricas en fibra 'secuestran' parte de los azúcares y las grasas ingeridas, ralentizando su absorción, lo que disminuye el aporte final de energía.[22]
- Cáncer de colon y recto: aunque aisladamente una dieta rica en fibra no protege del cáncer colorrectal, los primeros estudios epidemiológicos observacionales señalaron que las poblaciones que consumían dietas ricas en fibra presentaban una menor incidencia del cáncer de colon.[23] Ahora bien, estos estudios epidemiológicos sobre el efecto protector de la fibra frente a este tipo de cáncer son contradictorios, probablemente por la diversidad de los componentes que forman parte de la fibra alimentaria. Incluso se ha señalado que no es significativa la relación inversa entre el consumo de fibra y el desarrollo de adenomas colorectales, uno de los precursores del cáncer de colon.[24] Actualmente se acepta que el efecto beneficioso está en la dieta en general: consumo de vegetales (preferentemente verduras y frutas frescas), reducida ingesta de grasas y de carnes rojas, aporte adecuado de micronutrientes, etc.[25],[26],[27]
- Diabetes mellitus: un aumento en la ingesta de fibra alimentaria, particularmente de tipo insoluble, podría mejorar el control de la glucemia, disminuyendo la hiperinsulinemia y las concentraciones plasmáticas de lípidos en los diabéticos tipo 2,[28],[29] lo que conferiría un perfil idóneo de protección cardiovascular.[30] No obstante, y aunque se recomienda la inclusión de alimentos ricos en fibra en la dieta de los diabéticos,[31] son muy débiles las pruebas científicas que apoyan la prevención de la diabetes tipo 2 mediante los alimentos ricos en fibra.[32]
- Hipercolesterolemia: la ingesta de fibra proporciona una menor absorción de colesterol, lo que conlleva a la prevención y tratamiento de las afecciones caracterizadas por niveles elevados de colesterol en sangre.

## Efectos adversos de la fibra
La fermentación de la fibra por las bacterias anaerobias en el colon, puede producir: flatulencia, distensión abdominal (meteorismo) y dolor abdominal. Se recomienda que el consumo de fibra se realice de forma gradual para que el tracto gastrointestinal se vaya adaptando. Se han descrito algunos casos de obstrucción intestinal y de formación de fitobezoares con la ingestión de dosis altas de fibra no fermentable, especialmente cuando existe un escaso aporte hídrico.

## Usos en la dieta
La inclusión de frutas frescas, verduras y derivados de cereales (siempre que no tengan harina refinada - en lo que se denomina pan blanco), junto con las legumbres, aporta una buena dosis de fibra alimentaria en la dieta. Se puede recurrir también a los complementos o suplementos y alimentos con un alto contenido de fibra que se puedan encontrar en el mercado. La calidad que supone la mezcla de nutrientes y la potenciación de diferentes elementos presentes en los alimentos es mucho más beneficiosa que la fibra pura de los suplementos, pero en cualquier caso es mejor suplementar la dieta con algo de fibra que no tomarla en absoluto (como ocurre con las dietas ricas en proteínas procedentes de la carne). Su principal efecto no deseado son la flatulencia y el meteorismo que pueden ser incómodos en algunas personas que lo padecen, pero suele ceder con la toma continuada de fibra. Lo idóneo es ir acostumbrando poco a poco al tracto intestinal a la aparición de la fibra alimenticia e ir ingiriendo cantidades de líquido para que sea posible el tránsito.